# Batthyány Lajos (nádor)
Németújvári gróf Batthyány Lajos (teljes nevén Batthyány Lajos Ernő; 1696. március 17. – 1765. október 26.), a magyar arisztokrata Batthyány–Strattmann családból való magyar főnemes, főpohárnokmester, előbb kancellár majd a Magyar Királyság nádora Mária Terézia királynő uralkodása alatt 1751-től 1765-ös haláláig. Ő volt az utolsó magyar származású nádor. Az Aranygyapjas rend lovagja.

## Élete

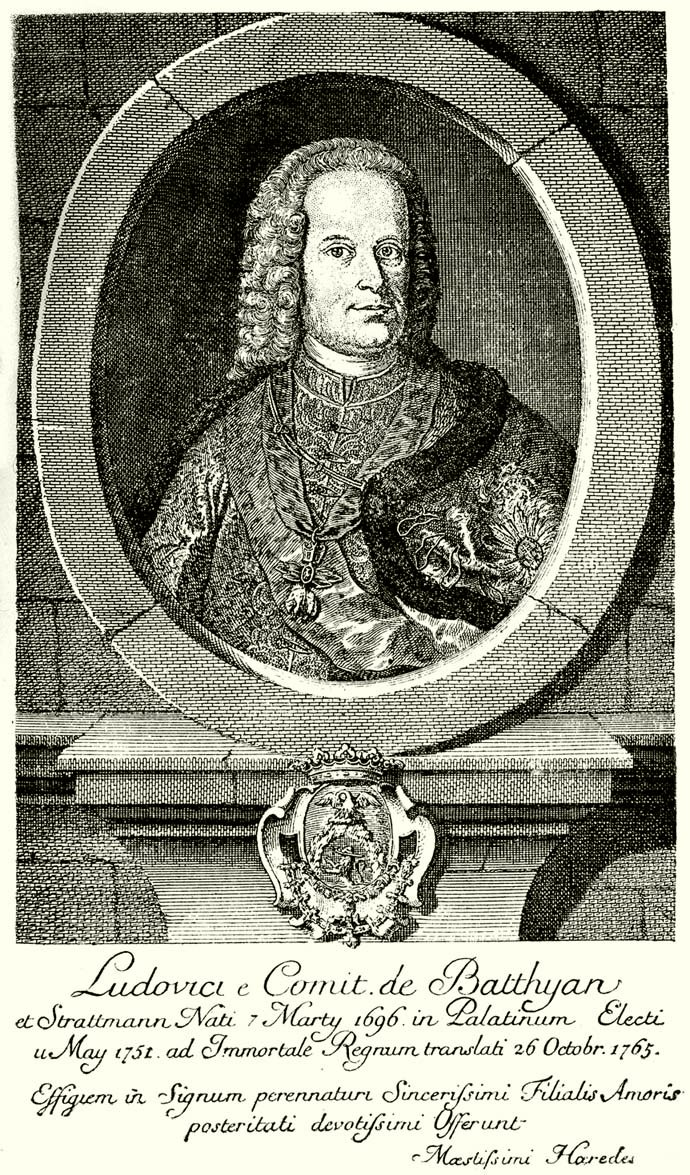
Batthyány Lajos nádor, rézmetszet

Batthyány II. Ádám (1662–1703) országbíró és Strattmann Eleonóra legidősebb fia, a Strattmann-hitbizomány örököse. Hitbizománnyá alakította családi birtokainak jelentős részét. Főpohárnokmester, majd Zala vármegye főispánhelyettese, a hétszemélyes tábla elnöke. Bécsben, 1717. május 27-én kötött házasságot Kinsky Terézzel (1700–1775).
1732-től 1746-ig pedig kancellár, jelentős szerepe volt az 1741-es országgyűlésen. Mária Terézia politikáját támogatta. 1751. május 4-én az országgyűlés megválasztotta utolsó nemzeti nádornak. 1754-55-ben Bicskén 24 szobás, egyemeletes, manzárdos kastélyt építtetett.
Nádori regnálása egyik legnagyobb eredménye az volt, hogy erélyes fellépése nyomán 1756-ban létrejött az Országos Levéltár elődje, az Archivum Regni. A levéltár felállításáról az országgyűlés már 1722-ben törvényt hozott (1923: XLV. tc.), azonban három évtizedig nem született érdemleges intézkedés ennek végrehajtására. Batthyány számos korabeli példán felbuzdulva (1738-tól levéltárosi állást létesítettek a Magyar Kamaránál, a horvát rendek 1744-től rendelkeztek levéltári intézménnyel, továbbá 1749-ben megalakult a bécsi Haus-, Hof- und Staatsarchiv) 1753-ban kezdett neki a levéltár megszervezésének. Kérte az uralkodónőtől, hogy intézkedjék a Magyar Kamaránál, illetve az Erdélyben lévő országos jelentőségű iratanyag átvétele érdekében, továbbá felhívásban fordult a magyarországi világi-és egyházi főméltóságokhoz, vármegyékhez, káptalanokhoz és nemesi családokhoz országos jelentőségű iratanyagaik megőrzés céljából való átvételére. Bár ezen erőfeszítései nem érték el a kijelölt cél (az uralkodónő nem tett érdemi lépéseket és a felhívásra is a vártnál csekélyebb mennyiségű irat érkezett be), de a beérkezett anyagok és a korábban a nádor által őrzött iratanyagból 1756-ban létrejöhetett az Archivum Regni a pozsonyi országház épületében.
1765-ben Nagykanizsán gimnáziumot alapított, ennek fenntartására 10 000 forint értékű alapítványt tett.
Élete vége felé az adóemelés és a jobbágyok helyzetének rendezése ügyében a királynővel szembe került. A nádor körmendi, bozsoki és szerdahelyi parasztjainak folyamodványa 1765 márciusában a királynő elé került, aminek az udvarhoz érkezett hasonló panaszokkal és a dunántúli parasztmegmozdulásokkal együtt, része volt abban, hogy Mária Terézia 1767-ben a magyar rendek megkerülésével kiadta a paraszti terheket egységesítő úrbéri rendeletet. Batthyány Lajos nádor azonban ezt már nem érte meg, 1765. október 26-án hunyt el rohonci kastélyában.